# Бю, Оскар
О́скар Ви́льгельм Бю (норв. Oskar Wilhelm Bye; 3 июня 1870, Кристиания — 30 апреля 1939, Осло) — норвежский гимнаст и легкоатлет, серебряный призёр летних Олимпийских игр 1908 года.
На Играх 1908 года в Лондоне Бю участвовал только в командном первенстве, в котором его сборная заняла второе место. Кроме того, он был знаменосцем сборной Норвегии на церемонии открытия Игр.
За два года до этого, он вместе со своей сборной победил на неофициальных Олимпийских играх 1906 года в Афинах, однако полученные на соревнованиях награды не признаются Международным олимпийским комитетом, так как Игры прошли без его согласия.
На соревнованиях по лёгкой атлетике 14 июня 1891 года в Бюгдё занял второе место в пятиборье, показав следующие результаты: прыжок в длину — 5,40 м, толкание ядра — 10,30 м, метание копья — 26 м.
Представлял клуб «Кристиания» (норв. Christiania Turnforening) и в 1910 году вошёл в состав правления общества Christiania Turnforenings Idrætsparti. По данным переписи населения 1910 года, был художником по профессии, женат на Ингеборг Мари из Эйдсволла.